# Исиро (аэропорт)
Международный аэропорт Исиро (фр. Aérodrome de Matari) (ИАТА: IRP, ИКАО: FZJH) — небольшой аэропорт, расположенный в 6 км к юго-западу от одноименного города Исиро, провинция Верхнее Уэле, на северо-востоке Демократической Республики Конго.

## Аварии и инциденты
5 сентября 2005 года при заходе на посадку, в тумане разбился об дерево частный самолет Ан-26. Срок действия сертификата летной годности самолета истек, но полеты в Конго продолжались.